# Pongsaton Manonthong
Pongsaton Manonthong (thailändisch พงศธร มาโนนทอง, * 10. April 1997) ist ein thailändischer Fußballspieler.

## Karriere
Pongsaton Manonthong stand bis Ende Mai 2022 beim Mahasarakham FC unter Vertrag. Der Verein aus Maha Sarakham spielte in der dritten Liga. Hier trat man in der North/Eastern Region an. Zu Beginn der Saison 2022/23 wechselte er im Sommer 2022 zum ebenfalls in der North/Eastern Region spielenden Surin Khong Chee Mool FC. Für den Verein aus Surin absolvierte er zehn Drittligaspiele. Nach der Hinrunde wechselte er im Januar 2023 zum Zweitligisten Udon Thani FC. Sein Zweitligadebüt für den Klub aus Udon Thani gab Pongsaton Manonthong am 29. Januar 2023 (21. Spieltag) im Auswärtsspiel gegen den Ayutthaya United FC. Bei der 2:1-Niederlage wurde er in der 55. Minute für Edgar Bernhardt eingewechselt. Am Ende der Saison 2022/23 wurde er mit Udon Thani Tabellenletzter und stieg somit aus der zweiten Liga ab. Nach dem Abstieg verließ er den Verein und schloss sich Anfang August 2023 dem Zweitligisten Customs United FC an. Am Ende der Saison 2023/24 belegte er mit dem Klub den vorletzten Tabellenplatz und musste somit in die dritte Liga absteigen. Nach dem Abstieg wurde sein Vertrag im Sommer 2024 nicht verlängert.